# Liste der Mitglieder der Deutschen Akademie der Naturforscher Leopoldina/1728
Die Liste der Mitglieder der Deutschen Akademie der Naturforscher Leopoldina für 1728 enthält alle Personen, die im Jahr 1728 zum Mitglied ernannt wurden. Insgesamt gab es acht neu gewählte Mitglieder.

## Mitglieder
| Nr. | Name                       | Beiname         | Geboren       | Aufnahme | Gestorben     | Bild                                                                | Datenbank |
| --- | -------------------------- | --------------- | ------------- | -------- | ------------- | ------------------------------------------------------------------- | --------- |
| 399 | Joachim Christian Nesler   | Serenus II.     | 1679          | 15. Jan. |               |                                                                     | 5816      |
| 400 | Caspar Neumann             | Synesius        | 11. Juli 1683 | 1. Mrz.  | 20. Okt. 1737 |                                                                     | 4402      |
| 401 | Wilhelm Andreas Kellner    | Dieuches II.    | 5. Dez. 1694  | 14. Mai  | 29. Dez. 1744 |                                                                     | 4571      |
| 402 | Gottfried Michael Kortum   | Sosimenes       | 1698          | 14. Mai  |               |                                                                     | 4716      |
| 403 | Johann Jakob Jantke        | Lucius          | 30. Jan. 1687 | 14. Jul. | 22. März 1768 |                                                                     | 3995      |
| 404 | Eberhard David Hauber      | Demostratus II. | 27. Mai 1695  | 12. Aug. | 15. Feb. 1765 | Eberhard David Hauber                                               | 3691      |
| 405 | Johann Alexander Döderlein | Clitomachus     | 11. Feb. 1675 | 30. Aug. | 23. Okt. 1745 | Johann Alexander Döderlein (datiert vor Mitte des 18. Jahrhunderts) | 2444      |
| 406 | Johann Friedrich Henckel   | Archagatus      | 1678          | 22. Okt. | 1744          |                                                                     | 3761      |